# Rose Mathisen
Rose Mathisen (25 de agosto de 1959) es una jinete sueca que compite en la modalidad de doma. Ganó una medalla de bronce en el Campeonato Europeo de Doma de 2017, en la prueba por equipos.

## Palmarés internacional
| Campeonato Europeo | Campeonato Europeo  | Campeonato Europeo | Campeonato Europeo |
| Año                | Lugar               | Medalla            | Categoría          |
| ------------------ | ------------------- | ------------------ | ------------------ |
| 2017               | Gotemburgo (Suecia) | Medalla de bronce  | Por equipos        |